# Dossobuono
Dossobuono is een plaats (frazione) in de Italiaanse gemeente Villafranca di Verona.

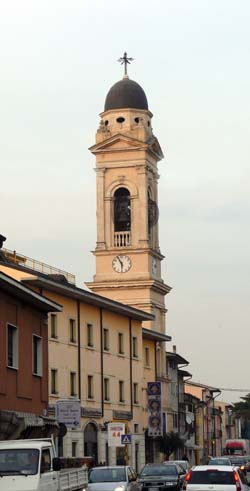
Gemeentehuis